# Lycodes mucosus
Lycodes mucosus és una espècie de peix de la família dels zoàrcids i de l'ordre dels perciformes.

## Morfologia
- Els mascles poden assolir 20,4 cm de longitud total.
- Nombre de vèrtebres: 92-94.[6][7]

## Alimentació
Menja peixos i crustacis.

## Hàbitat
És un peix marí, de clima polar i demersal que viu entre 5-825 m de fondària.

## Distribució geogràfica
Es troba des de la mar d'Okhotsk fins a l'Àrtida canadenca.

## Costums
És bentònic.

## Observacions
És inofensiu per als humans.